# René van Brakel
René van Brakel (Nuenen, 22 september 1975) is een Nederlands journalist die in 2017 hoofdredacteur werd bij het televisieprogramma EenVandaag.  
Van Brakel begon begin jaren negentig bij de lokale zender Radio Decibel in Nuenen. Tijdens zijn studie aan de School van Journalistiek in Tilburg kwam hij als stagiair in 1997 in aanraking met de radio bij de regionale zender Omroep Brabant als nieuwslezer. Op die zender is hij op 2 februari 2002 voor het eerst te zien in het actualiteitenprogramma Brabant Nieuws. In datzelfde jaar wint hij de Ilse Wesselprijs voor jonge, talentvolle radiopresentatoren tot dertig jaar.

## NOS
Begin 2008 stapte hij over naar de NOS, waar hij al als redacteur werkte. Naast redactiewerk werd Van Brakel nieuwslezer op de radio. Eind 2008 werd hij een van de presentatoren van het NOS op 3, sinds de zomer van 2012 gecombineerd met invalwerkzaamheden voor het NOS Journaal. Later stopte Van Brakel met de presentatie van NOS op 3 om zich toe te leggen op het Journaal. Dat deed hij tot eind oktober 2014, om chef eindredactie te worden.

## EenVandaag
Per 1 januari 2017 is Van Brakel hoofdredacteur van EenVandaag, de nieuwsrubriek van AVROTROS. Onder zijn verantwoordelijkheid valt ook Radio EenVandaag op NPO Radio 1.